# Nicky Jam
Nick Rivera Caminero (sinh ngày 17 tháng 3 năm 1981), được biết đến với nghệ danh Nicky Jam, là một ca sĩ người Mỹ.

## Giải thưởng và đề cử
Nicky Jam đã giành được 30 danh hiệu trên tổng số 105 đề cử ở nhiều giải thưởng khác nhau.

### American Music Awards
| Năm  | Đối tượng đề cử | Giải thưởng           | Kết quả |
| ---- | --------------- | --------------------- | ------- |
| 2016 | Himself         | Favorite Latin Artist | Đề cử   |

### Billboard Music Awards
| Năm  | Đối tượng đề cử     | Giải thưởng      | Kết quả   |
| ---- | ------------------- | ---------------- | --------- |
| 2017 | Himself             | Top Latin Artist | Đề cử     |
| 2017 | "Hasta El Amanecer" | Top Latin Song   | Đoạt giải |

### Billboard Latin Music Awards
| Năm  | Đối tượng đề cử                  | Giải thưởng                                 | Kết quả      |
| ---- | -------------------------------- | ------------------------------------------- | ------------ |
| 2015 | "Travesuras"                     | Latin Rhythm Song of the Year               | Đề cử        |
| 2016 | Himself                          | Artist of the Year                          | Đề cử        |
| 2016 | Himself                          | Latin Rhythm Songs Artist of the Year, Solo | Đoạt giải    |
| 2016 | Himself                          | Hot Latin Songs Artist of the Year, Male    | Đề cử        |
| 2016 | Himself                          | Songwriter of the Year                      | Đề cử        |
| 2016 | "El Perdón" ft. Enrique Iglesias | Hot Latin Song of the Year                  | Đoạt giải    |
| 2016 | "El Perdón" ft. Enrique Iglesias | Latin Rhythm Song of the Year               | Đoạt giải    |
| 2016 | "El Perdón" ft. Enrique Iglesias | Airplay Song of the Year                    | Đoạt giải    |
| 2016 | "El Perdón" ft. Enrique Iglesias | Streaming Song of the Year                  | Đoạt giải    |
| 2016 | "El Perdón" ft. Enrique Iglesias | Hot Latin Song of the Year, Vocal Event     | Đoạt giải    |
| 2016 | "El Perdón" ft. Enrique Iglesias | Digital Song of the Year                    | Đoạt giải    |
| 2017 | Himself                          | Artist of the Year                          | Đề cử        |
| 2017 | Himself                          | Hot Latin Songs Artist of the Year, Male    | Đoạt giải    |
| 2017 | Himself                          | Latin Rhythm Songs Artist of the Year, Solo | Đoạt giải    |
| 2017 | "Hasta El Amanecer"              | Hot Latin Song of the Year                  | Đoạt giải    |
| 2017 | "Hasta El Amanecer"              | Airplay Song of the Year                    | Đề cử        |
| 2017 | "Hasta El Amanecer"              | Digital Song of the Year                    | Đoạt giải    |
| 2017 | "Hasta El Amanecer"              | Streaming Song of the Year                  | Đoạt giải    |
| 2017 | "Hasta El Amanecer"              | Latin Rhythm Song of the Year               | Đoạt giải    |
| 2017 | "Ya Me Enteré" ft. Reik          | Latin Pop Song of the Year                  | Đề cử        |
| 2018 | Himself                          | Top Latin Albums Artist of the Year, Male   | Chưa công bố |
| 2018 | Himself                          | Latin Rhythm Artist of the Year, Solo       | Chưa công bố |
| 2018 | "El Amante"                      | Latin Rhythm Song of the Year               | Chưa công bố |
| 2018 | "Felix"                          | Top Latin Album of the Year                 | Chưa công bố |
| 2018 | "Felix"                          | Latin Rhythm Album of the Year              | Chưa công bố |

### iHeartRadio Music Awards
| Năm  | Đối tượng đề cử                  | Giải thưởng              | Kết quả   |
| ---- | -------------------------------- | ------------------------ | --------- |
| 2016 | "El perdón" ft. Enrique Iglesias | Latin song of the Year   | Đoạt giải |
| 2016 | Himself                          | Latin Artist of the Year | Đề cử     |
| 2017 | "De Pies A Cabeza"               | Latin Song of the Year   | Đề cử     |
| 2017 | "Ya Me Enteré"                   | Latin Song of the Year   | Đề cử     |
| 2017 | "Hasta El Amanecer"              | Best Music Video         | Đề cử     |
| 2017 | Himself                          | Latin Artist of the Year | Đoạt giải |
| 2018 | "El Amante"                      | Latin song of the Year   | Đề cử     |
| 2018 | Himself                          | Latin Artist of the Year | Đề cử     |

### Latin American Music Awards
| Năm  | Đối tượng đề cử                  | Giải thưởng                | Kết quả   |
| ---- | -------------------------------- | -------------------------- | --------- |
| 2015 | Himself                          | Artist of the Year         | Đề cử     |
| 2015 | Himself                          | Favorite Urban Male Artist | Đề cử     |
| 2015 | "El perdón" ft. Enrique Iglesias | Song of the Year           | Đoạt giải |
| 2015 | "El perdón" ft. Enrique Iglesias | Favorite Collaboration     | Đoạt giải |
| 2015 | "El perdón" ft. Enrique Iglesias | Favorite Streaming Song    | Đoạt giải |
| 2016 | Himself                          | Artist of the Year         | Đề cử     |
| 2016 | Himself                          | Favorite Urban Artist      | Đề cử     |
| 2016 | "Hasta el Amanecer"              | Song of the Year           | Đề cử     |
| 2016 | "Hasta el Amanecer"              | Favorite Urban Song        | Đề cử     |
| 2017 | Himself                          | Artist of the Year         | Đề cử     |
| 2017 | Himself                          | Favorite Urban Artist      | Đề cử     |
| 2017 | "El Amante"                      | Song of the Year           | Đề cử     |
| 2017 | "El Amante"                      | Favorite Urban Song        | Đề cử     |

### Latin Grammy Awards
| Năm  | Đối tượng đề cử                       | Giải thưởng                   | Kết quả   |
| ---- | ------------------------------------- | ----------------------------- | --------- |
| 2015 | "Alkilados" ft. J Alvarez, El Roockie | Best Urban Performance        | Đoạt giải |
| 2017 | Fénix                                 | Album of the Year             | Đề cử     |
| 2017 | "El Amante"                           | Best Urban Fusion/Performance | Đề cử     |
| 2017 | "El Amante"                           | Best Urban Song               | Đề cử     |

### Lunas del Auditorio
| Năm  | Đối tượng đề cử | Giải thưởng | Kết quả | Chú thích |
| ---- | --------------- | ----------- | ------- | --------- |
| 2017 | Nicky Jam       | Best Urban  | Đề cử   | [ 14 ]    |

### NRJ Music Awards
| Năm  | Đối tượng đề cử            | Giải thưởng                         | Kết quả |
| ---- | -------------------------- | ----------------------------------- | ------- |
| 2015 | Himself & Enrique Iglesias | International Group/Duo of the Year | Đề cử   |

### Premios Juventud
| Năm  | Đối tượng đề cử                  | Giải thưởng                                 | Kết quả   |
| ---- | -------------------------------- | ------------------------------------------- | --------- |
| 2015 | Himself                          | Mi artista Urbano                           | Đề cử     |
| 2015 | Himself                          | Síganme los buenos                          | Đề cử     |
| 2015 | "El perdón" ft. Enrique Iglesias | La Combinación Perfecta (The Perfect Combo) | Đề cử     |
| 2015 | "El perdón" ft. Enrique Iglesias | La Más Pegajosa (Catchiest Tune)            | Đề cử     |
| 2016 | Himself                          | Voz del Momento                             | Đoạt giải |
| 2016 | Himself                          | Mi Artista Urbano                           | Đoạt giải |
| 2016 | "Sunset" ft. Farruko & Shaggy    | La Combinación Perfecta                     | Đề cử     |
| 2016 | Fenix Tour                       | El Súper Tour                               | Đề cử     |
| 2017 | Himself                          | Mejor artista en Instagram                  | Đề cử     |

### Premio Lo Nuestro
| Năm  | Đối tượng đề cử                  | Giải thưởng                     | Kết quả   |
| ---- | -------------------------------- | ------------------------------- | --------- |
| 2016 | Himself                          | Urban Artist of the Year        | Đoạt giải |
| 2016 | "El perdón" ft. Enrique Iglesias | Collaboration of the Year       | Đoạt giải |
| 2016 | "El perdón" ft. Enrique Iglesias | Urban Song of the Year          | Đoạt giải |
| 2016 | "Travesuras"                     | Urban Song of the Year          | Đề cử     |
| 2016 | "Greatest Hits, Vol. 1"          | Urban Album of the Year         | Đề cử     |
| 2017 | Himself                          | Urban Artist of the Year        | Đề cử     |
| 2017 | "Como lo hacía yo" ft. Ken-Y     | Collaboration of the Year       | Đề cử     |
| 2017 | "Como lo hacía yo" ft. Ken-Y     | Urban Collaboration of the Year | Đề cử     |
| 2017 | "Hasta el Amanecer"              | Single of the Year              | Đề cử     |
| 2017 | "Hasta el Amanecer"              | Urban Song of the Year          | Đoạt giải |
| 2017 | "Ya Me Enteré" ft. Reik          | Pop/Rock Song of the Year       | Đề cử     |

### Premios Tu Mundo
| Năm  | Đối tượng đề cử                  | Giải thưởng           | Kết quả   |
| ---- | -------------------------------- | --------------------- | --------- |
| 2015 | Himself                          | Favorite Urban Artist | Đề cử     |
| 2015 | "El perdón" ft. Enrique Iglesias | Party-Starting Song   | Đoạt giải |
| 2016 | Himself                          | Favorite Urban Artist | Đề cử     |
| 2016 | "Hasta el Amanecer"              | Party-Starting Song   | Đề cử     |
| 2017 | Himself                          | Favorite Urban Artist | Đề cử     |